# ملک‌آباد (بمپور)
ملک‌آباد روستایی در دهستان خیرآباد بخش مرکزی شهرستان بمپور استان سیستان و بلوچستان ایران است.
روستای ملک‌آباد در ۴ کیلومتری شرق بنپور قرار دارد.

## جمعیت
بر پایه سرشماری عمومی نفوس و مسکن در سال ۱۳۹۵ جمعیت این روستا ۱٬۰۸۶ نفر (۲۸۶خانوار) بوده‌است.